# Ulysses Llanez
Ulysses Llanez Jr. (ur. 2 kwietnia 2001 w Lynwood) – amerykański piłkarz meksykańskiego pochodzenia występujący na pozycji skrzydłowego w reprezentacji Stanów Zjednoczonych. Wychowanek Los Angeles Galaxy, w trakcie swojej kariery grał także w VfL Wolfsburg, Heerenveen oraz SKN St. Pölten.